# منزل أزاد
منزل أزاد (بالفارسية: خانه آزاد) هو منزل تاريخي يعود إلى عصر القاجاريون، ويقع في فردوس.